# Puebla del Caramiñal
Puebla del Caramiñal (en gallego, y oficialmente desde 1994, A Pobra do Caramiñal) es un municipio y una localidad situada al suroeste de la provincia de La Coruña (Galicia, España), en la comarca del Barbanza. 

## Límites
Limita con el municipio de Boiro al norte, Ribeira al sur y Puerto del Son al oeste. Se encuentra en el margen noroeste de la ría de Arosa.

## Toponimia
El término Caramiñal proviene de una planta denominada caramiña (Corema album), un arbusto de hoja perenne endémico del litoral atlántico peninsular, que antiguamente era muy abundante en toda Galicia, pero que hoy en día es más difícil de localizar. De la misma planta provienen topónimos como el de la localidad gallega de Camariñas o la lusa de Caminha.

## Geografía
El municipio de Puebla del Caramiñal está situado en la cara sur de la península del Barbanza, bañado por las aguas de la ría de Arosa. Está encajado entre las aguas de dicha ría y la sierra del Barbanza y limita con los términos municipales de Ribeira, Boiro y Puerto del Son.
En el interior del municipio se yerguen, entre otras, las montañas de La Curotiña (368 m), La Curota (498 m), Os Forcados (590 m) o el monte Barbanza (656 m). Uno de los accidentes geográficos más destacados del interior del municipio es el Cañón del Río Barbanza, en el cual baja encajonado el arroyo del mismo nombre.
El sistema hidrográfico está compuesto por una serie de ríos pequeños en caudal y longitud, entre los que destacan el río Pedras, el Barbanza o el Lérez por sus valores paisajísticos y etnográficos.
La transición del macizo montañoso a la zona costera se produce a través de un pronunciado desnivel que da paso a un valle que separa la sierra de la costa.
El litoral, donde se concentra la mayor parte de la población del municipio, se encuentra salpicado por calas y playas, entre las que destacan las de Os Raposiños, O Areal, Niñeiriños, A Barca, Lombiña, A Illa o A Corna.

## Parroquias
El municipio está formado por la localidad de Puebla del Caramiñal y 4 parroquias:
- Jobre[5]
- La Puebla del Caramiñal[5]
- Lesón (Santa Cruz).
- Postmarcos[5]

## Historia

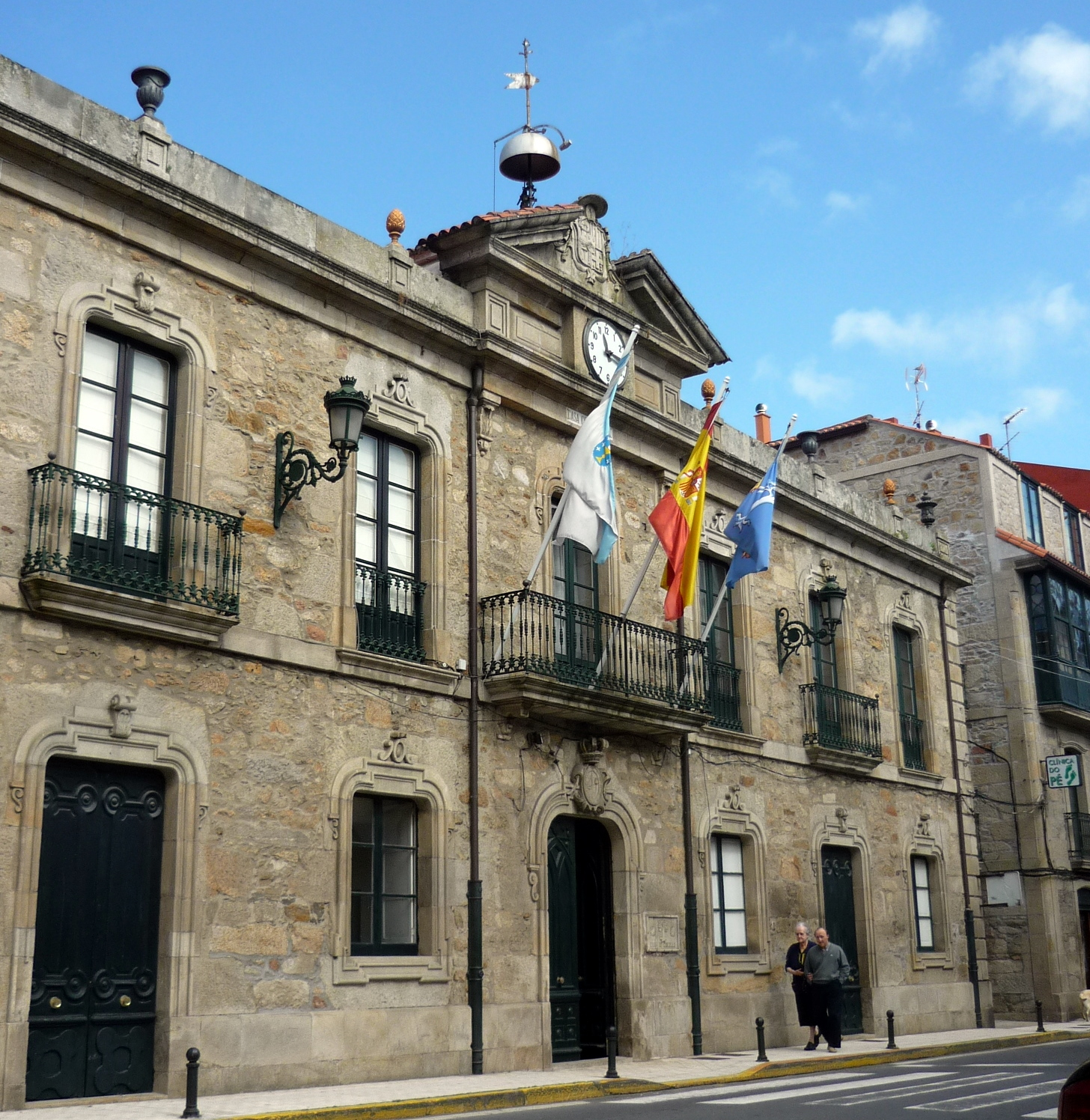
Casa consistorial del municipio.

Los primeros pobladores de esta zona fueron los pueblos prerromanos denominados por autores latinos como Plinio con el nombre de Praestamarici (literalmente "Por debajo del [río] Tambre"), denominación que daría nombre al actual topónimo de Posmarcos. Algo demostrado a través de vestigios tales como túmulos funerarios, castros o restos de cerámica.
La presencia romana, iniciada a través de la expedición de Décimo, apodado el Galaico, queda atestiguada a través de un ara romana encontrada en las inmediaciones de un antiguo castro costero.
A lo largo de la Edad Media, la población comienza a asentarse en el litoral y en la zona empiezan a sobresalir dos poblaciones. Por una parte, La Puebla del Deán, denominada así por estar gobernada por un cabildo religioso, era un lugar de tradición señorial. Por otra, El Caramiñal, un barrio de pescadores bajo la jurisdicción del señorío feudal de la casa de Junqueras.
En el siglo XV tienen lugar las revueltas irmandiñas de los campesinos contra la opresión feudal. Durante la rebelión, el castillo del Deán fue destruido e incendiado y de la fortaleza de Xunqueiras quedó en pie solamente la torre del homenaje.
La Puebla del Caramiñal surge como entidad propia hacia 1822 como la unión de dos cascos urbanos: la Villa del Caramiñal (perteneciente al Señorío del marqués de Parga) y la Puebla del Deán (perteneciente al Señorío del Deán de Santiago). De esta unión se conservan en el actual casco urbano sus dos iglesias parroquiales: Santa María la Antigua del Caramiñal y Santiago del Deán.
En el siglo XIX se viviría una época de prosperidad, fruto de las fábricas de salazón fundadas por conserveros catalanes en la antigua zona industrial de El Arenal, y se prolonga hasta los años 1920, cuando desaparecen la mayor parte de ellas debido a la escasez de sardina. Actualmente quedan 2 importantes conserveras en Puebla del Caramiñal.

## Geografía humana

### Demografía
Cuenta con una población de 9184 habitantes (INE 2024).
| Gráfica de evolución demográfica de Puebla del Caramiñal entre 1842 y 2021 |
| |
| Población de derecho según los censos de población del INE Población de hecho según los censos de población del INEEn estos censos se denominaba Puebla del Caramiñal: 1842, 1860, 1877, 1887, 1897, 1900, 1910, 1920, 1930, 1940, 1950, 1960, 1970, 1981 y 1991 En este censo se denominaba Caramiñal y Puebla: 1857 |

### Municipio
| Gráfica de evolución demográfica de Puebla del Caramiñal (municipio) entre 1900 y 2019 |
|                                                                                        |
| Datos según el nomenclátor publicado por el INE.                                       |

### Localidad
| Gráfica de evolución demográfica de Puebla del Caramiñal (localidad) entre 2000 y 2019 |
|                                                                                        |
| Datos según el nomenclátor publicado por el INE.                                       |

## Política
| Periodo   | Nombre                                                               | Partido    |
| --------- | -------------------------------------------------------------------- | ---------- |
| 1979-1983 | Segundo Durán Casais                                                 | UCD/AP     |
| 1983-1987 | Segundo Durán Casais                                                 | AP/CPG     |
| 1987-1991 | Segundo Durán Casais (hasta 1989) Álvaro Viéitez Dávila (desde 1989) | CPG/PP     |
| 1991-1995 | Ramón Rego Mieites                                                   | PSdeG-PSOE |
| 1995-1999 | Ramón Rego Mieites                                                   | PSdeG-PSOE |
| 1999-2003 | Isaac Maceiras Rivas                                                 | PP         |
| 2003-2007 | Isaac Maceiras Rivas                                                 | PP         |
| 2007-2011 | Isaac Maceiras Rivas                                                 | PP         |
| 2011-2015 | Isaac Maceiras Rivas                                                 | PP         |
| 2015-2019 | Xosé Lois Piñeiro García                                             | Nós Pobra  |
| 2019-2023 | Xosé Lois Piñeiro García                                             | Nós Pobra  |
| 2023-act. | José Carlos Vidal Suárez                                             | Nós Pobra  |

## Patrimonio
- Iglesia de Santiago de la Puebla del Deán. Edificio gótico marinero de los siglos XIV y XV ampliado posteriormente con varias capillas de distintos estilos: capilla de Alba, interesante conjunto plateresco de hacia 1572; capilla del Sacro, de 1605; capilla de la Virgen de la Concepción, con retablo barroco, 1749; capilla de Jesús Nazareno, 1806.
- Iglesia de Santa María la Antigua del Caramiñal. Comenzada en 1506, la nave principal data de 1702 y fue concluida a mediados del siglo XVIII. Entre sus muchos retablos destaca el del presbiterio, del siglo XVII.
- Torre de Xunqueiras. Monumento histórico-artístico de interés nacional. Antigua fortaleza medieval que fue convirtiéndose en residencia entre los siglos XVI y XVIII. Contiene varios elementos destacables, tales como la Torre del Homenaje (lo único que sobrevivió a la revuelta Irmandiña), el claustro interior renacentista o la gran balconada circular barroca.
- Torre de Bermúdez.  Monumento histórico-artístico de interés nacional. Construcción señorial del siglo XVI de estilo plateresco, uno de los mejores ejemplos gallegos del estilo renacentista en edificios civiles. Actual sede del Museo Valle-Inclán.
- Cruceros. Existen 27 cruceros, entre ellos muchos de capilla, o capeliña, propios de la comarca del Barbanza, de los siglos XVI, XVII y XVIII. Destacan, entre ellos, por su calidad artística y antigüedad los de Santa Cruz de Lesón (1595), San Lázaro o el del Cristo do Pichón (1750), entre los cruceiros "de fuste" y los de Junqueras (1679) o Moldes entre los de "capeliña". Este último cobra especial interés por su valor etnográfico, ya que en sus inmediaciones se celebra una tradicional romería.
- También son notables el antiguo Puente medieval de la Misarela, el Pazo de O Coto y la Casa Grande de Aguiar.

## Fiestas
Como fiestas principales se pueden señalar la del Carmen dos Pincheiros (que se celebra normalmente el tercer domingo de agosto) y la de Jesús Nazareno (el tercer domingo de septiembre). Destaca de la procesión en honor al Nazareno el desfile de féretros, que ofrecen aquellas personas que por causa de enfermedades han estado a las puertas de la muerte. Normalmente el féretro es portado por sus amigos y el ofrecido lo acompaña detrás vestido con el hábito del Nazareno.
Como romerías la de la Virgen de Moldes (segundo fin de semana de mayo) y el Curro del Barbanza (en julio), además de todas aquellas que se celebran en cada una de las parroquias del ayuntamiento.

## Ocio
Desde el mirador de La Curota se obtiene una vista completa de la ría de Arosa. Durante la subida a este mirador está el de Valle-Inclán. Puebla del Caramiñal cuenta, en la Torre de Bermúdez, con un museo dedicado a Ramón María del Valle-Inclán, que residió en la localidad y donde tuvo varias residencias que a día de hoy aún se conservan, alguna en estado ruinoso.
La playa de Lombiña-Cabío fue una de las primeras playas en poseer la Bandera Azul. También son poseedoras de esta bandera sus playas contiguas: la playa de A Barca y la playa de A Illa.
En el valle de la Curota se encuentra uno de los tesoros naturales de Puebla del Caramiñal, las piscinas naturales del río Pedras, una serie de pozas o piscinas naturales que forma el río en las rocas. En la unión del río Barbanza y el río Pedras se encuentra el llamado "puente romano" en las inmediaciones del antiguo convento de la Misarela.